# David Jirka
David Jirka (Jindřichův Hradec, Checoslovaquia, 4 de enero de 1982) es un deportista checo que compitió en remo.
Participó en dos Juegos Olímpicos de Verano, en los años 2004 y 2008, obteniendo una medalla de plata en Atenas 2004, en la prueba de cuatro scull.
Ganó una medalla de plata en el Campeonato Mundial de Remo de 2003 y dos medallas de bronce en el Campeonato Europeo de Remo, en los años 2010 y 2012.

## Palmarés internacional
| Juegos Olímpicos   | Juegos Olímpicos            | Juegos Olímpicos  | Juegos Olímpicos |
| Año                | Lugar                       | Medalla           | Prueba           |
| ------------------ | --------------------------- | ----------------- | ---------------- |
| 2004               | Atenas (Grecia)             | Medalla de plata  | Cuatro scull     |
| Campeonato Mundial |                             |                   |                  |
| Año                | Lugar                       | Medalla           | Prueba           |
| 2003               | Milán (Italia)              | Medalla de plata  | Cuatro scull     |
| Campeonato Europeo |                             |                   |                  |
| Año                | Lugar                       | Medalla           | Prueba           |
| 2010               | Montemor-o-Velho (Portugal) | Medalla de bronce | Doble scull      |
| 2012               | Varese (Italia)             | Medalla de bronce | Ocho con timonel |